# Otheostethus disjunctus
Otheostethus disjunctus là một loài bọ cánh cứng trong họ Cerambycidae.